# GoHands
GoHands es un estudio de animación japonés creado por antiguos miembros de Satelight. Uno de los primeros animes que produjo fue Princess Lover!

## Obras

### Series de televisión
| Año  | Título                                                      | Director(es)                                         | Fecha de primera transmisión | Fecha de última transmisión | Eps. | Notas                                                                         | Refs.              |
| ---- | ----------------------------------------------------------- | ---------------------------------------------------- | ---------------------------- | --------------------------- | ---- | ----------------------------------------------------------------------------- | ------------------ |
| 2009 | Princess Lover!                                             | Hiromichi Kanazawa                                   | 5 de julio de 2009           | 20 de septiembre de 2009    | 12   | Adaptación de la novela visual desarrollada por Ricotta.                      | [ 1 ]              |
| 2009 | Cheburashka Arere?                                          | Susumu Kudou                                         | 7 de octubre de 2009         | 31 de marzo de 2010         | 26   | Basado en un personaje de literatura infantil.                                | [ 2 ]              |
| 2010 | Seitokai Yakuindomo                                         | Hiromichi Kanazawa                                   | 3 de julio de 2010           | 26 de septiembre de 2010    | 13   | Adaptación del manga yonkoma escrito e ilustrado por Tozen Ujiie.             | [ 3 ]              |
| 2012 | K                                                           | Shingo Suzuki                                        | 4 de octubre de 2012         | 27 de diciembre de 2012     | 13   | Historia original.                                                            | [ 4 ]              |
| 2013 | Coppelion                                                   | Shingo Suzuki                                        | 2 de octubre de 2013         | 25 de diciembre de 2013     | 13   | Adaptación del manga escrito e ilustrado por Tomonori Inoue.                  |                    |
| 2014 | Seitokai Yakuindomo*                                        | Hiromichi Kanazawa                                   | 4 de enero de 2014           | 29 de marzo de 2014         | 13   | Secuela de Seitokai Yakuindomo OVA.                                           |                    |
| 2015 | K: Return of Kings                                          | Shingo Suzuki                                        | 2 de octubre de 2015         | 25 de diciembre de 2015     | 13   | Secuela de K: Missing Kings.                                                  |                    |
| 2017 | Hand Shakers                                                | Shingo Suzuki Hiromichi Kanazawa                     | 10 de enero de 2017          | 28 de marzo de 2017         | 12   | Historia original.                                                            |                    |
| 2019 | W'z                                                         | Shingo Suzuki Hiromichi Kanazawa                     | 5 de enero de 2019           | 30 de marzo de 2019         | 13   | Historia original.                                                            |                    |
| 2021 | Project Scard: Praeter no Kizu                              | Shingo Suzuki                                        | 8 de enero de 2021           | 2 de abril de 2021          | 13   | Historia original.                                                            | [ 5 ]              |
| 2023 | Sukinako ga Megane wo Wasureta                              | Susumu Kudo Katsumasa Yokomine                       | 4 de julio de 2023           | 26 de septiembre de 2023    | 13   | Adaptación del manga escrito e ilustrado por Koume Fujichika.                 | [ 6 ]              |
| 2023 | Dekiru Neko wa Kyō mo Yūutsu                                | Susumu Kudo Katsumasa Yokomine                       | 8 de julio de 2023           | 30 de septiembre de 2023    | 13   | Adaptación del manga escrito e ilustrado por Hitsuji Yamada.                  | [ 7 ]              |
| 2025 | Momentary Lily                                              | Susumu Kudo Katsumasa Yokomine                       | 3 de enero de 2025           | 28 de marzo de 2025         | 13   | Historia original.                                                            | [ 8 ] [ 9 ] [ 10 ] |
| 2026 | Tsuihō Sareta Tensei Jū Kishi wa Game Chishiki de Musō Suru | Shingo Suzuki Tetsuichi Yamagishi Katsumasa Yokomine | 2026                         | —                           | —    | Adaptación de las novelas ligeras escritas por Nekoko e ilustradas por Jaian. | [ 11 ] [ 12 ]      |

### OVAs
| Año  | Título                   | Director(es)       | Fecha de primera transmisión | Fecha de última transmisión | Eps. | Notas                                                                | Refs.  |
| ---- | ------------------------ | ------------------ | ---------------------------- | --------------------------- | ---- | -------------------------------------------------------------------- | ------ |
| 2011 | Seitokai Yakuindomo OVA  | Hiromichi Kanazawa | 15 de abril de 2011          | 17 de octubre de 2013       | 8    | Secuela de Seitokai Yakuindomo.                                      | [ 3 ]  |
| 2012 | Asa Made Jugyo Chu!      | Hiromichi Kanazawa | 23 de junio de 2012          | 23 de junio de 2012         | 1    | Adaptación del manga escrito por Akiyoshi Ōta e ilustrado por Munyū. | [ 13 ] |
| 2014 | Seitokai Yakuindomo* OVA | Hiromichi Kanazawa | 16 de mayo de 2014           | 17 de septiembre de 2020    | 10   | Secuela de Seitokai Yakuindomo*.                                     |        |

### Películas
| Año  | Título                                                        | Director(es)       | Duración | Notas                                                                                  | Refs.  |
| ---- | ------------------------------------------------------------- | ------------------ | -------- | -------------------------------------------------------------------------------------- | ------ |
| 2010 | Mardock Scramble: The First Compression                       | Susumu Kudō        | 69m      | Adaptación de la novela ligera escrita por Tow Ubukata e ilustrada por Katsuya Terada. | [ 14 ] |
| 2011 | Mardock Scramble: The Second Combustion                       | Susumu Kudō        | 64m      | Secuela de Mardock Scramble: The First Compression.                                    | [ 14 ] |
| 2012 | Mardock Scramble: The Third Exhaust                           | Susumu Kudō        | 68m      | Secuela de Mardock Scramble: The Second Combustion.                                    | [ 14 ] |
| 2014 | K: Missing Kings                                              | Shingo Suzuki      | 73m      | Secuela de K.                                                                          | [ 15 ] |
| 2017 | Seitokai Yakuindomo Movie                                     | Hiromichi Kanazawa | 60m      | Relacionado con Seitokai Yakuindomo.                                                   |        |
| 2018 | K: Seven Stories Movie 1 - R:B - Blaze                        | Shingo Suzuki      | 55m      | Historia original.                                                                     |        |
| 2018 | K: Seven Stories Movie 2 - Side:Blue - Tenrou no Gotoku       | Shingo Suzuki      | 61m      | Secuela de K: Seven Stories Movie 1 - R:B - Blaze.                                     |        |
| 2018 | K: Seven Stories Movie 3 - Side:Green - Uwagaki Sekai         | Shingo Suzuki      | 59m      | Secuela de K: Seven Stories Movie 2 - Side:Blue - Tenrou no Gotoku.                    |        |
| 2018 | K: Seven Stories Movie 4 - Lost Small World - Ori no Mukou ni | Shingo Suzuki      | 66m      | Secuela de K: Seven Stories Movie 3 - Side:Green - Uwagaki Sekai.                      |        |
| 2018 | K: Seven Stories Movie 5 - Memory of Red - Burn               | Shingo Suzuki      | 61m      | Secuela de K: Seven Stories Movie 4 - Lost Small World - Ori no Mukou ni.              |        |
| 2018 | K: Seven Stories Movie 6 - Circle Vision - Nameless Song      | Shingo Suzuki      | 58m      | Secuela de K: Seven Stories Movie 5 - Memory of Red - Burn.                            |        |
| 2021 | Seitokai Yakuindomo Movie 2                                   | Hiromichi Kanazawa | 78m      | Secuela de Seitokai Yakuindomo Movie.                                                  |        |

### Obras canceladas
- Tokyo Babylon 2021[16]